# Halsskov kulfyr
Halsskov kulfyr ved indsejlingen til Halsskov Havn er det eneste bevarede åbne kulfyr i Danmark. Det ældste, formentlig et vippefyr, blev bygget i 1727 af postvæsenet for at sikre sejladsen over Storebælt. Det murede anlæg, som fremstår i gult blankt murværk med fire trapper i natursten med smedejernsgelænder, så man altid kunne komme op til platformen fra læsiden blev opført 1800-01. I 1810 blev der bygget et spejlfyr ved siden af som i 1856 blev ændret til et linseapparat. Kulfyret blev frem til 1904 anvendt i tåget vejr, da lyset fra kullene sås bedre i tågen. Fyrene blev overdraget fra Postvæsenet til Fyrvæsenet i 1853. Fyrmesterbolig med en lanterne i gavlen blev opført i 1894. Fyret blev fredet i 1959 men ligger i dag på privat grund.

## Eksterne kilder og henvisninger
- Danske Fyranlæg 1750 - 1950 Skov og Naturstyrelsen 2008
- Halskov Fyr på fyrtaarne.dk